# Кълъчлъ
„Кълъчлъ“ (на турски: Kılıçlı) е квартал в район „Бейкоз“ в Истанбул, Турция. Намира се в анадолската част на града.